# Krakov (okres Rakovník)
Krakov (Duits: Krakau) is een Tsjechische gemeente in de regio Midden-Bohemen en maakt deel uit van het district Rakovník. Het dorp ligt op 9 km afstand van de stad Rakovník.
Krakov telt 144 inwoners.

## Geschiedenis
De eerste schriftelijke vermelding van het dorp (Krakow) dateert van 1358.
Sinds 2003 is Krakov een zelfstandige gemeente binnen het Rakovníkdistrict.

## Verkeer en vervoer

### Spoorlijnen
Er is geen station in (de buurt van) Krakov.

### Buslijnen
Krakov wordt bediend door buslijn 572 van het Praagse vervoersysteem.

## Bezienswaardigheden
- Historische dorpskroeg

## Galerij

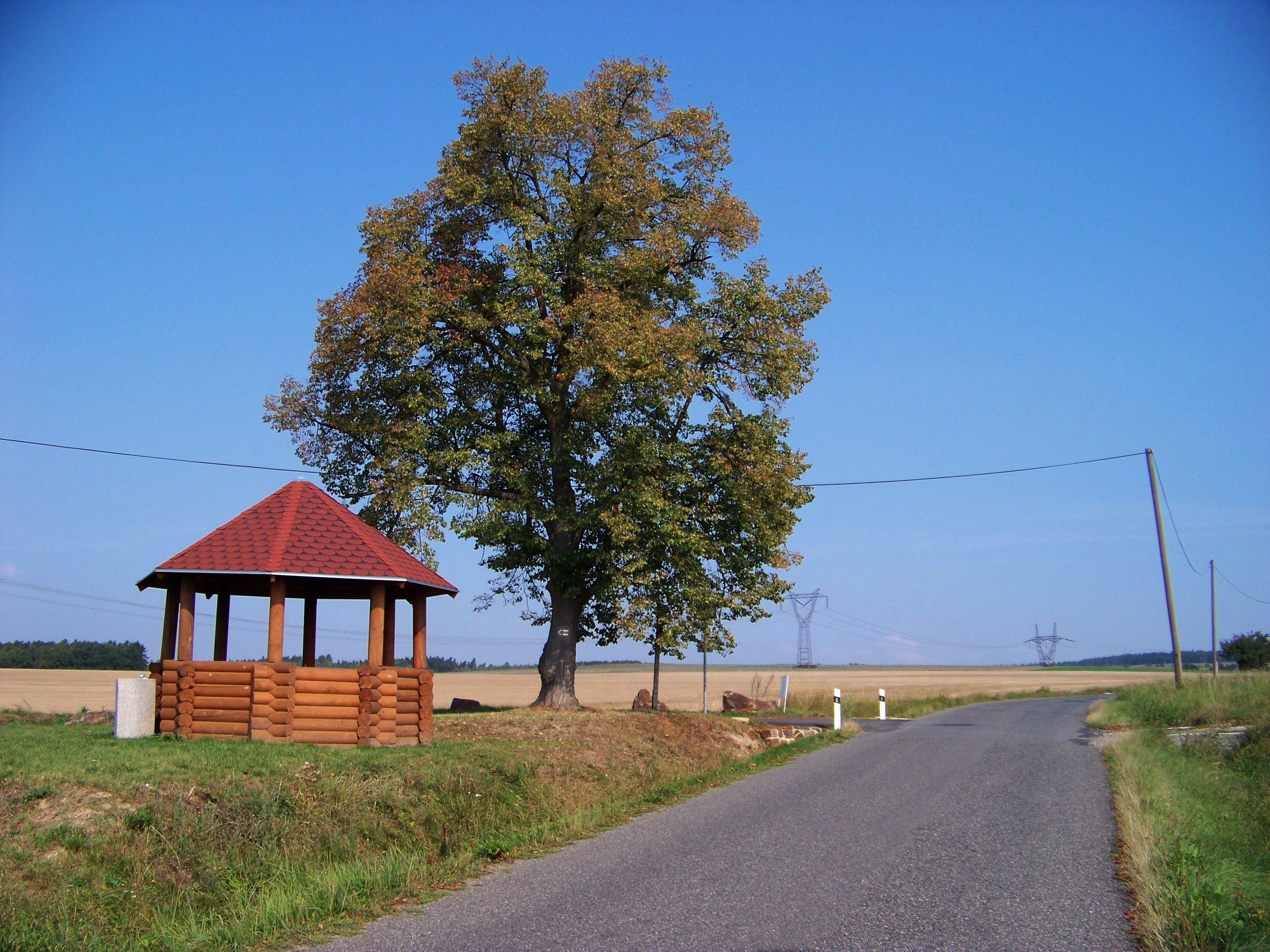
Heilige citroenboom nabij Krakov